# Haste (Band)
 Haste war eine amerikanische Metalcore-Band aus Birmingham, Alabama.

## Geschichte
Die Band wurde 1993 gegründet und veröffentlichte 1999 ihr Debütalbum Pursuit in the Face of Consequence als sechsköpfige Formation mit zwei Sängern und zwei Gitarristen sowie einem Schlagzeuger und einem Bassisten.
Zwei Jahre später erschien via Century Media das zweite Werk When Reason Sleeps. Der Wechselgesang von Kelly Reaves und Chris Mosley, der zwischen „heiserem Geschrei“, „rauhen Hardcore-Gebell“ und „richtig geilen Vocals“ pendelte, wurde in der Rezension von laut.de tendenziell negativ hervorgehoben. Musikalisch wurde die Band „zwischen Neurosis und Snapcase“ einsortiert. Bei metal.de werden dagegen u. a. Refused und Deftones als Referenz angeführt. Auch hier wurde der „echte Gesang“ lobend hervorgehoben und die „hässliche Kreissäge am Mikrofon“ kritisiert. In der Summe wurde When Reason Sleeps als Album bezeichnet, das „auf den ersten Blick keinen sichtlichen Unterschied zu anderen Genre-Kollegen“ darstelle, sich dann aber positiv entwickele.
Das bislang letzte, im Jahr 2003 ebenfalls über Century Media veröffentlichte Album The Mercury Lift wurde von laut.de wohlwollender beurteilt. Wo der Vorgänger „deutlich konfuser und psychopathischer“ ausgelegt war, greife die Band nun verstärkt auf melodische Parts zurück, die „nicht selten an Shelter erinnern“ und „richtig zum Mitsingen animieren“. Auch metal.de lobte ein „musikalisch ziemlich ausgereiftes“ Album, das sich auch durch die ausgewogene Verteilung von melodischen Gesangspassagen und „typischen Hardcore-Screams“ vom „etwas wirr aufgebauten“ zweiten Werk abgrenze. In beiden Fällen wurde auch der Song A God Reclaims His Throne hervorgehoben, der sich insbesondere durch den Gastauftritt des Lamb-of-God-Sängers Randy Blythe auszeichne.
Anfang 2007 gab die Band auf ihrer Myspace-Seite die Auflösung bekannt.

## Diskografie
- 1999: Pursuit in the Face of Consequence (Album, Century Media)
- 2001: When Reason Sleeps (Album, Century Media)
- 2003: The Mercury Lift (Album, Century Media)